# Zrmanja (wieś)
Zrmanja – wieś w Chorwacji, w żupanii zadarskiej, w gminie Gračac. W 2011 roku liczyła 21 mieszkańców.